# Volvatella elioti
Volvatella elioti is een slakkensoort uit de familie van de Volvatellidae. De wetenschappelijke naam van de soort is voor het eerst geldig gepubliceerd in 1950 door Evans.